# Rexe
Rexe, reche, ou resh (ר), é a vigésima letra de vários abjads semíticos, assim como o resh  do alfabeto árabe e o 'ʾresh do alfabeto fenício.
Resh é uma letra fenícia. Deu origem a letra grega rho e a letra latina R.